# Confédération nationale des syndicats de travailleurs paysans
La Confédération nationale des syndicats de travailleurs paysans (CNSTP) fut une organisation du syndicalisme agricole français. Ce syndicat est issu du rapprochement du courant des Paysans-Travailleurs (qui a rompu avec la FNSEA dans les années 1970) et d'autres groupes critiques envers les orientations du syndicalisme agricole majoritaire.
Créée en 1981 par des dissidents de la FNSEA, dont son leader charismatique Bernard Lambert. Thierry Coste fut membre fondateur.
En 1983, aux élections des chambres d’agriculture, la CNSTP a obtenu 7 %, le département de Loire-Atlantique fait figure de bastion de cette organisation.
Au mois de juillet 1986, la CNSTP et la FNSP (Fédération nationale des syndicats paysans) perturbent ensemble une conférence de François Guillaume, ministre de l'Agriculture et ancien président de la FNSEA, pour faire valoir leurs revendications. De cet évènement va émerger l'idée d'unir les deux syndicats paysans, bien que de cultures syndicales différentes.
En 1987, la CNSPT participe à la fondation de la Confédération paysanne.